# Fallicambarus harpi
Fallicambarus harpi är en kräftdjursart som beskrevs av Hobbs och Robison 1985. Fallicambarus harpi ingår i släktet Fallicambarus och familjen Cambaridae. IUCN kategoriserar arten globalt som nära hotad. Inga underarter finns listade i Catalogue of Life.